# Gīlāndūz
Gīlāndūz (persiska: گيلاندوز, گِلَندوز) är en ort i Iran.   Den ligger i provinsen Ardabil, i den nordvästra delen av landet, 400 km nordväst om huvudstaden Teheran. Gīlāndūz ligger 1 879 meter över havet och antalet invånare är 168.
Terrängen runt Gīlāndūz är lite bergig. Runt Gīlāndūz är det ganska glesbefolkat, med 38 invånare per kvadratkilometer. Närmaste större samhälle är Nīlaq, 10,2 km nordost om Gīlāndūz. Trakten runt Gīlāndūz består i huvudsak av gräsmarker.